# Николаев, Юрий Алексеевич (военный)
Юрий Алексеевич Николаев (1927—2008) — советский военный и государственный деятель органов безопасности, генерал-лейтенант КГБ.

## Биография
Родился 24 ноября 1927 года в Сотнурском районе Марийской АССР.
С 1941 по август 1944 года учился в Нартасском сельскохозяйственном техникуме Марийской АССР. В ноябре 1944 года был призван на службу в РККА и начал службу в 54-м учебном полку 42-й учебной стрелковой дивизии. В 1945—1947 годах был курсантом 1-го Ленинградского Краснознаменного артиллерийского училища. Участник Великой Отечественной войны.
Затем находился на службе в органах государственной безопасности. С апреля 1949 года работал в военной контрразведке в должности помощника оперуполномоченного ОКР МГБ Приволжского военного округа. С августа 1949 года являлся слушателем школы МГБ в Новосибирске. По её окончании, с декабря 1950 года — оперуполномоченный Отдела контрразведки Министерства государственной безопасности (ОКР МГБ) 25-й танковой дивизии 4-й гвардейской механизированной армии Группы советских войск в Германии (ГСВГ). Об этом периоде работы Николаев писал:

«Оперативная работа по контрразведывательной защите советских войск в условиях Германской Демократической Республики требовала от нас полной самоотдачи…
В целом можно сказать, что, работая в составе Группы советских войск в Германии в 1951-57 годах, я получил такой основательный опыт, который сказывался на протяжении всей дальнейшей службы в военной контрразведке».

С 1952 года Ю. А. Николаев работал во 2-м отделе УКР МГБ — УОО КГБ по ГСВГ, с 1953 года куратор ОКР МВД — ОО КГБ 2-й гвардейской механизированной армии. С января 1957 года служил во 2-м секторе ОО КГБ Уральского военного округа. В 1959 году заочно окончил Свердловский педагогический институт.
В дальнейшем Юрий Алексеевич занимал должности начальника ОО КГБ по 42-й ракетной дивизии (1960—1965), заместителя начальника ОО КГБ по 5-му отдельному ракетному корпусу (1965—1967), начальника ОО КГБ по 5-му отдельному ракетному корпусу (1967—1969), заместителя начальника 2-го отдела 3-го Управления КГБ при Совете министров СССР (1969—1972), начальника 4-го отдела 3-го Управления КГБ при СМ СССР (1972—1975), заместителя начальника 3-го Управления КГБ при СМ СССР (1976—1979), начальника УОО КГБ по войскам Дальнего Востока (1979—1984), начальника УОО КГБ по войскам Западного направления (1984—1991). С июня 1991 года находился в отставке.
Умер 23 августа 2008 года.
Награждён двумя орденами Красной Звезды и многими медалями. Автор книги «Будни военного контрразведчика (1949—1991 гг.)».